# Valérie Masson-Delmotte
Valérie Masson-Delmotte (Nancy, 29 ottobre 1971) è un'ingegnere e climatologa francese.
È direttrice di ricerca nella Commissariat à l'énergie atomique et aux énergies alternatives e copresidente del primo gruppo del GIEC dal 2015.

## Biografia

### Studi
Valérie Masson-Delmotte ha studiato ingegneria nella Scuola centrale di Parigi e si laureò nel 1996. Ha terminato il suo dottorato in fisica dei fluidi e delle trasmissioni di calore nel 1996. La sua tesi di dottorato, in fisica dei fluidi e delle trasmissioni di calore, trattava sulla «Simulazione del clima dell'Olocene medio con l'aiuto di modelli di circolazione generale dell'atmosfera; impatti delle parametrizzazioni».

### Carriera scientifica
Dal 1997, eccezionale per Jean Jouzel, è ricercatrice nel Laboratorio delle scienze del clima e dell'ambiente della Commissariat à l'énergie atomique et aux énergies alternatives ("Commissione di energia atomica e energie alternative", CEA, inizialmente conosciuta come Commissione all'Energia Atomica).
Dal 2008, è direttrice di ricerca nella CEA. Le sue ricerche si concentrano sull'evoluzione della paleoclimatologia e dell'impatto sul clima futuro. In particolare, ha partecipato alla ricostituzione della concentrazione del gas serra dell'atmosfera degli ultimi 800 000 anni. Ha anche lavorato sull'impatto del riscaldamento climatico in Antartide nel 2070. Nel 2018, ha contribuito a più di duecento pubblicazioni scientifiche.
Valérie Masson-Delmotte è stata all'avanguardia nella lotta contro la negazione del cambiamento climatico. In particolare, è all'origine del "appello dei 400", nel 2010, che riuniva approssimativamente 400 specialisti del clima che criticavano la "diffamazione", le "accuse o affermazioni perentorie" nonché gli "errori" di Claude Allègre o Vincent Courtillot sull'argomento. Questo appello chiedeva alle istituzioni scientifiche e politiche una reazione rispetto alle critiche ricevute da quelli climatologi da parte di quelli scienziati che negano la responsabilità umana nei cambi climatici.
Ha pubblicato Climat. Gli vrai et gli faux (Clima. Il vero e il falso, non tradotto) il cui obiettivo è di smontare le tesi degli scettici del clima e di dimostrare che questi scettici del clima sostengono ampiamente gli argomenti sviluppati nella blogosfera di lingua inglese. Secondo Valérie, in Francia, gli scettici del clima sono incentivati soprattutto dall'idea che la tecnologia "permette e permetterà di risolvere tutti i problemi".
Fa parte di numerosi progetti nazionali e internazionali tra cui il Gruppo di esperti intergovernativo sull'evoluzione del clima (GIEC). Ha contribuito alla redazione delle quarte e quinte relazioni del GIEC. Nel 7 ottobre 2015, è stato eletta copresidente del primo gruppo lavorativo del GIEC, che lavora sulle basi fisiche del clima. È membro dell'Ufficio dell'Alto Commissariato per il Clima, istituto francese creato nel 2018.

### Divulgazione scientifica
Valérie Masson-Delmotte ha scritto opere destinate ai bambini e altre destinate agli adulti al fine di spiegare le conoscenze scientifiche sull'evoluzione del clima, e i suoi impatti. È stata anche commissaria di varie esposizioni su quei temi e ha fatto numerose conferenze.
Svolge la divulgazione scientifica negli istituti scolastici o nei centri commerciali per coinvolgere un ampio pubblico.
Ha realizzato una critica scientifica sul film The Day After Tomorrow.

## Presa di posizione
Nel 2015, Valérie Masson-Delmotte ha firmato un richiamo, assieme a un centinaio di personalità internazionali, chiedendo di lasciare le energie fossili nel suolo per evitare un "crimine climatico", paragonandolo a un crimine contro l'umanità.
Nel 2018, ha scritto una lettera al ministro dell'Educazione nazionale francese affinché le scienze climatiche siano rappresentate meglio nei programmi educativi del liceo. Secondo lei, i nuovi programmi sono una retrocessione sulla maniera di affrontare l'argomento, un ritorno agli anni 1950-1970, dove l'influsso umano non è menzionato. Il 20 giugno del 2019, Jean-Michel Blanquer chiede al Consiglio Superiore dei Programmi di aggiungere «contenuti di insegnamento complementare sulle problematiche del cambiamento climatico, dello sviluppo sostenibile e della biodiversità». Il Consiglio Superiore intervistó vari esperti del clima come Valérie Masson-Delmotte e Jean Jouzel ma anche François Gervais, specialista dei superconduttori, e scettici del clima.
Sostiene le iniziative cittadine come le traduzioni collaborative delle relazioni del GIEC e si interroga sulla possibilità di creare vademecum da sottoporre all'attenzione dei cittadini.
A ottobre del 2019, interviene come esperta al "Giudizio del secolo", un giudizio simulato organizzato dal Consiglio del dipartimento francese di Meurthe e Mosela e dal Liceo degli Studi Politici per l'Ambiente.

## Riconoscimenti
Valérie Masson-Delmotte ha ricevuto numerosi premi:
- 2002: grande premio Étienne-Roth dell'Accademia delle scienze con Françoise Vimeux;
- 2004: in forma collettiva sul tema del clima del LSCE, Premio Louis D del Instituto di Francia;
- 2007: associata al premio Nobel per la Pace ricevuta per Al Gore e il GIEC;
- 2008: premio Descartes della Commissione Europea per la ricerca collaborativa transnazionale EPICA sulla perforazione nei ghiacci profondi dell'Antartide;
- 2011: premio di eccellenza scientifica dell'Università di Versailles Saint-Quentin en Yvelines
- 2013: Premio Irène Joliot-Curie, sezione "Donna scienziata dell'anno";[28]
- 2015: premio Martha T. Musa per il suo contributo alla scienza sull'Antartide;[29]
- 2015: premio Jean Perrin di divulgazione scientifica;[17]
- 2018: Nature 10, i dieci scienziati più influenti dell'anno;[30]
- 2018: Ordine Nazionale della Legion d'Onore, grado di Cavaliere.[31]
- 2019: Medaglia dei soldi del CNRS;[32]
- 2020: Medaglia Milutin Milanković dell'Unione Europea di Geoscienze.[33]

## Pubblicazioni

### Personali
- Climat : gli vrai et gli faux (Clima: il vero e il falso) (.Le Pommier, Parigi, 2011)

### In collaborazione
- Le Climat, De nos ancêtres à Loro enfant (Il Clima, Dai nostri antenati ai vostri bambini), con Bérengère Dubrulle, illustrazioni di Cécile Gambini (Il Pommier, Parigi, 2005)
- Les Expéditions polaires (I Rilasci polari), con Yann Fastier e Gérard Jugie (Il Pommier, Parigi, 2007)
- Atmosphère, atmosphère (Atmosfera, atmosfera), con Didier Hauglustain e Jean Jouzel (Il Pommier, Parigi, 2008)
- Atmosphère: quel effet di serre! (Atmosfera: che effetto serra!), con Marc Delmotte, illustrazioni di Charles Dutertre (Il Pommier, Parigi, 2009)
- Le Climat, la Terre et gli Hommes (Il Clima, la Terra e gli Uomini), con Jean Poitou e Pascale Braconnot (EDP Scienze, 2015)
- Parlons climat en 30 questions (Parliamo di clima in 30 problemi), con Christophe Cassou (La Documentazione francese, 2015)
- Le Groenland. Climat, écologie, société (Groenlandia. Clima, ecologia, società), sotto la direzione di Valérie Masson-Delmotte, con Émilie Gauthier, David Grémillet, Jean-Michel Huctin e Didier Swingedouw (CNRS EDIZIONI, 2016)
- Manifeste du Muséum. Quel futur sans nature? (Manifesto del Muséum. Che futuro senza natura?), Luc Abbadie, Gilles Bœuf, Allain Bougrain-Dubourg, Claudine Cohen, Bruno David, Philippe Descola, Françoise Gaill, Jean Gayon, Thierry Hoquet, Philippe Gennaio, Yvon Il Maho, Guillaume Lecointre, Valérie Masson-Delmotte, Armand di Ricqlès, Philippe Cornamusa, Stéphanie Thiébault, Frédérique Viard. (Reliefs/MNHN, 2017)